# 一原有徳

一原 有徳（いちはら ありのり、1910年8月23日 - 2010年10月1日）は、北海道小樽市に居住していた版画家。モノタイプ手法を用いた特異な作風で、国際的にも名高い。また、俳人・登山家としても知られる。

## 経歴
- 1910年、徳島県那賀郡平島村（現阿南市）に生まれる。
- 1913年、北海道虻田郡真狩村に移住。
- 1923年、北海道通信社入社に伴い、小樽市に移住。
- 1927年、小樽高等実修商科学校（夜間）に約五年間修学。1927年郵政省小樽貯金支局に事務員として入局し、以後43年間勤務。1928年頃から俳句の制作を始める。
- 1944年、札幌市月寒の大砲隊小隊に入隊。
- 1951年、この頃から油絵を始め、後に版画に転じる。
- 1960年、土方定一の知遇を得て、その推薦で東京画廊個展でデビュー。
- 1970年、郵政省小樽地方貯金局を定年退職。以後創作に専念。文芸同人誌「楡」に発表した小説『乙部岳』が太宰治賞候補となる。
- 1979年、北海道現代美術展優秀賞受賞。
- 1980年、小樽市教育文化功労賞受賞。
- 1988年、神奈川県立近代美術館（別館）で、回顧展「現代版画の鬼才 一原有徳の世界」を開催。
- 1990年、北海道文化賞受賞。
- 1998年、徳島県立近代美術館・北海道立近代美術館で、回顧展「一原有徳・版の世界」を開催。
- 2010年10月1日、老衰のため小樽市内の病院で死去。100歳没[1]。
- 2011年、小樽美術館に一原有徳記念ホールがオープンする。

## 文献
- 『一原有徳作品集』（現代企画室、1989年）
- 光岡幸治『ミュージアム新書28 一原有徳 ―版の冒険』（北海道新聞社、2010年）